# Куланга
Куланга́ — посёлок железнодорожной станции Куланга в Кайбицком районе Республики Татарстан, центр Кулангинского сельского поселения. Расположен в 90 км от Казани. Через Кулангу проходит железнодорожная ветка Казань — Свияжск — Буинск — Ульяновск.

## История
Во время строительства Волжской рокады мобилизованными немцами и местными колхозниками в период Великой Отечественной войны сначала была построена станция. Около станции в 1943 году был основан и посёлок.
В середине 90-х годов XX в. через село стала проходить автодорога Р241.

## Экономика
На территории посёлка некоторое время работали Кулангинский маслодельно-молочный завод (филиал ОАО «Вамин Татарстан») и асфальтовый завод. Сейчас работают ОАО «Кулангинское хлебоприемное предприятие» и АЗС ООО «Мустанг».

## Транспорт
Через железнодорожную станцию проходят пассажирские поезда из Казани в южном направлении, ранее также проходили поезда пригородного сообщения. Доставку пассажиров на железнодорожную станцию из отдалённых сёл осуществляют автобусы до станции. Так же курсируют транзитные автобусы из Больших Кайбиц в Казань и Зеленодольск, и некоторые автобусы из Казани в юго-западном направлении республики и в субъекты РФ южнее Татарстана.

## Социальная сфера
- Кулангинская общеобразовательная школа

## Фотографии

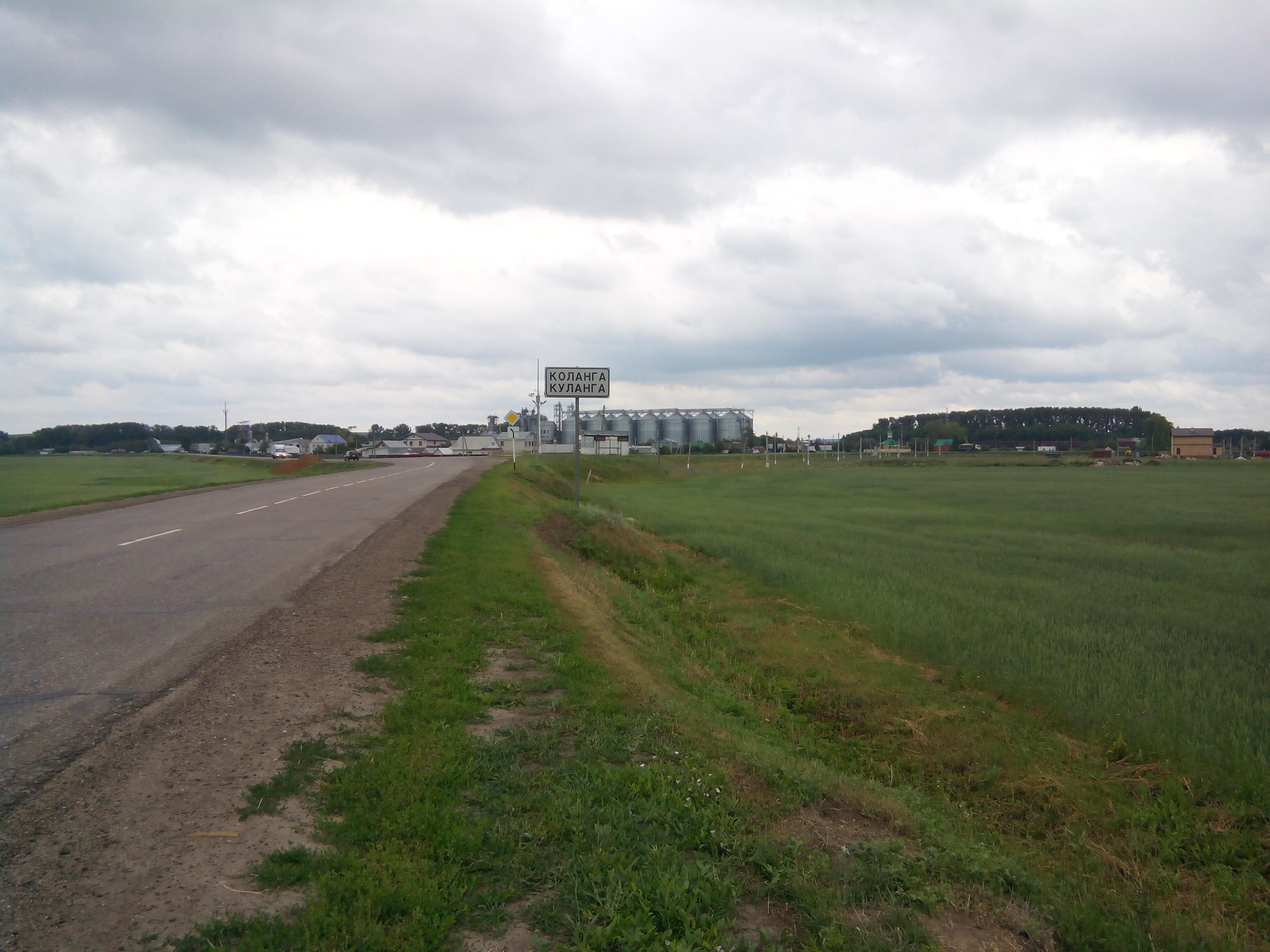
На въезде в Кулангу